# Ralph Firman

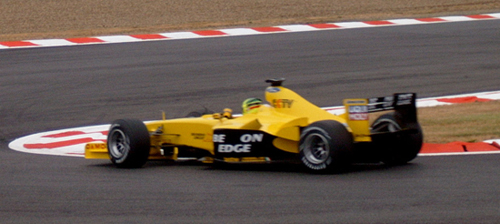
Ralph Firman al GP de França'03.

 Ralph David Firman Jr. ha estat un pilot de curses automobilístiques irlandès que ha arribat a disputar curses de Fórmula 1.
Va néixer el 20 de maig del 1975 a Norwich, Norfolk, Anglaterra. Anglès de naixement, va adoptar la nacionalitat irlandesa per part de la seva mare.

## A la F1
Va debutar a la primera cursa de la temporada 2003 (la 54a temporada de la història) del campionat del món de la Fórmula 1, disputant el 9 de març del 2003 el GP d'Austràlia.
Ralph Firman va participar en un total de quinze curses puntuables pel campionat de la F1, disputades totes a la mateixa temporada (2003) assolí una vuitena posició com millor classificació a una cursa i aconseguint un punt vàlid pel campionat del món de pilots/constructors.

## Resultats a la Fórmula 1
| Any  | Equip       | Xassís | Motor | 1       | 2      | 3       | 4       | 5     | 6      | 7      | 8       | 9      | 10     | 11     | 12      | 13      | 14  | 15      | 16     | Posició | Punts |
| ---- | ----------- | ------ | ----- | ------- | ------ | ------- | ------- | ----- | ------ | ------ | ------- | ------ | ------ | ------ | ------- | ------- | --- | ------- | ------ | ------- | ----- |
| 2003 | Jordan Ford | Jordan | Ford  | AUS Ret | MAL 10 | BRA Ret | SMR Ret | ESP 8 | AUT 11 | MON 12 | CAN Ret | EUR 11 | FRA 15 | GBR 13 | ALE Ret | HON NVS | ITA | USA Ret | JAP 14 | 20è     | 1     |

### Resum
| Curses: | Victòries: | Pòdiums: | Poles: | Voltes ràpides: | Punts: |
| ------- | ---------- | -------- | ------ | --------------- | ------ |
| 15 (14) | 0          | 0        | 0      | 0               | 1      |